# Milkshake (canção de Grag Queen)
"Milkshake" é uma canção do cantor e drag queen brasileiro Grag Queen, gravada para seu segundo extended play (EP) Gente Crazy. A canção foi lançada para download digital e streaming através da SB Music, como primeiro single do EP em 12 de janeiro de 2023.

## Lançamento e promoção
A divulgação do single começou com publicações de Grag nas redes sociais anunciando o próximo single do seu segundo extended play (EP) Gente Crazy. Intitulado Milkshake, Grag divulgou alguns vídeos com trechos da nova faixa através de seu Instagram. Nos vídeos, a drag queen fazia perguntas, dava alguns spoilers e falava curiosidades sobre a canção. "Milkshake" foi lançada para download digital e streaming como o primeiro single do EP em 12 de janeiiro de 2023.

## Videoclipe
Dirigido por Vitin Alencar, o videoclipe foi gravado em São Paulo, com Bruno Arrivabene como diretor criativo. A produção apresenta visuais mostrando a drag queen de maneira performática e dançante em um cenário em rosa e azul de competição esportiva. Este videoclipe foi marcado por ser o primeiro single do EP, Gente Crazy. O videoclipe teve sua estreia um dia depois do lançamento da canção das plataformas digitais.

## Prêmios e indicações
| Ano  | Prêmio          | Categoria     | Resultado | Ref.  |
| ---- | --------------- | ------------- | --------- | ----- |
| 2023 | Prêmio Biscoito | Clipe do Vale | Indicado  | [ 9 ] |

## Faixas e formatos
| Download digital / streaming |             |         |  |
| N.º                          | Título      | Duração |  |
| 1.                           | "Milkshake" | 2:31    |  |

## Histórico de lançamento
| Região | Data                  | Formato(s)                 | Gravadora(s) | Ref.  |
| ------ | --------------------- | -------------------------- | ------------ | ----- |
| Várias | 12 de janeiro de 2023 | Download digital streaming | SB Music     | [ 5 ] |